# Licinio Refice

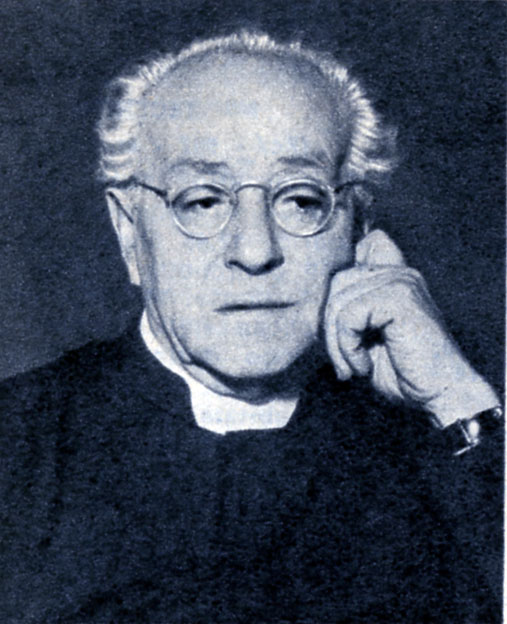
Licinio Refice en 1952.

Licinio Refice (12 de febrero de 1883, Patrica, Frosinone, Lacio –  11 de septiembre de 1954, Río de Janeiro) fue un compositor y sacerdote italiano.
Junto a Monseñor Lorenzo Perosi, representó una nueva dirección en la música litúrgica del siglo XX.
Su primera  ópera fue Cecilia, sobre la leyenda de Santa Cecilia, causando sensación en su estreno en Roma en 1934 con la "divina" Claudia Muzio.
Le siguió Margherita da Cortona en 1938, dejando inconclusa la tercera Il Mago (1954).
Refice murió durante una representación de Cecilia en Río de Janeiro con Renata Tebaldi.
La versión de esta ópera en concierto desde el Lincoln Center e interpretada por Renata Scotto ha sido editada en 1993.

## Catálogo selecto
Operas
- Cecilia (1934)
- Margherita da Cortona (1938)
- Il Mago (1954 - Incompleta)

Misas
- Cantate Domino Canticum novum (1910)
- Gratia Plena (1914)
- Choralis (1916)
- Jubilaei (1925)
- Regina Martyrum (1925)
- Requiem (1931)
- Sancti Eduardi Regis (1933)
- Sanctae Teresiae (1938)
- Sanctae Luciae (1947)
- Pro Defunctis Patriae profuso sanguine testibus (1948)
- In honorem beatae Mariae de Mattias (1950)
- Sancti Ignatii a Laconi (1951)

Obras sacras
- Chananaea (1914)
- Maria Maddalena (1916)
- Martyrium Agnetis Virginis (1917)
- Dantis Pöetae transitus (1921)
- Trittico francescano (1926)
- La Samaritana (1933)
- L'Oracolo (1946)
- Lilium Crucis (1952)

- Stabat Mater (1916)
- Pomposia (1950)
- Mottetti, varie raccolte
- Miserere
- Magnificat in Fa
- Lauda Jerusalem
- Liriche sacre e profane
- Salmi vari